# John Howard (cyclisme)
Pour les articles homonymes, voir Howard et John Howard.
John Kennedy Howard, né à Springfield dans le Missouri le 16 août 1947, est un cycliste et triathlète américain. Il détient le record de vitesse à bicyclette sur terrain plat et derrière abri de 1985 à 1995. Il remporte la quatrième édition de l'Ironman d'Hawaï en 1981.

## Biographie
Quatre fois champion des États-Unis sur route, il décroche la médaille d'or lors de la course en ligne des Jeux panaméricains 1971. Il est intronisé au Temple de la renommée du cyclisme américain en 1989.
À la fin de sa carrière sportive, il devient entraîneur, publie notamment une cassette pédagogique Lessons in Cycling et entraîne notamment Denise Mueller-Korenek, qui battra à son tour le record de vitesse derrière abri en 2018.

## Palmarès en triathlon
Le tableau présente les résultats les plus significatifs (podium) obtenus sur le circuit international de triathlon depuis 1971.
| Année | Compétition     | Pays       | Position | Temps            |
| ----- | --------------- | ---------- | -------- | ---------------- |
| 1981  | Ironman d'Hawaï | États-Unis |          | 9 h 38 min 29 s  |
| 1980  | Ironman d'Hawaï | États-Unis |          | 10 h 32 min 36 s |

## Palmarès en cyclisme
- 1968
  -  Champion des États-Unis sur route amateurs
- 1969
  - Moline Criterium
- 1970
  - Nevada City Classic
- 1971
  -  Médaillé d'or de la course en ligne des Jeux panaméricains
- 1972
  -  Champion des États-Unis sur route amateurs
- 1973
  -  Champion des États-Unis sur route amateurs
  - 6e étape du Tour d'Irlande
  - 3e du Tour d'Irlande
- 1975
  -  Champion des États-Unis sur route amateurs
  - Red Zinger Bicycle Classic
  - Carrera Transpeninsular
- 1976
  -  Champion des États-Unis du contre-la-montre
  - Red Zinger Bicycle Classic
- 1978
  - 3e du championnat des États-Unis de cyclo-cross